# Ministère des Situations d'urgence (Ouzbékistan)
Pour les articles homonymes, voir Ministère des Situations d'urgence.
Le ministère des Situations d'urgence est un ministère ouzbek. Il est dirigé par Rustam Joʻrayev depuis 2017.

## Liste des ministres
| Nom                     | de            | à             |
| ----------------------- | ------------- | ------------- |
| Ismoil Joʻrabekov       | 1996          | 1997          |
| Rustam Ahmedov          | 1997          | 2000          |
| Ismoil Ergashev         | 2000          | 2002          |
| Botir Parpiyev          | 2002          | 2003          |
| Baxtiyor Subanov        | 2003          | 2006          |
| Qobul Berdiyev          | 2006          | 2008          |
| Qosimali Ahmedov        | 2008          | 2010          |
| Tursinxon Xudoyberganov | 2010          | 2017          |
| Rustam Joʻrayev         | 2017          | 2018          |
| Tursinxon Xudoyberganov | 23 avril 2018 | 1er mars 2022 |
| Abdulla Qoʻldoshev      | 1er mars 2022 |               |